# Sultanat de Shamshadil
El sultanat de Shamshadil fou un petit estat de Pèrsia, situat al nord-est del llac Sevan a l'antiga regió de l'Artsakh, al sud-est de Gazak o Kazak. El títol de sultà era un grau mitja entre el més alt de kan i el inferior de beg que portaven els caps militars i governadors locals. Al final del segle xviii depenien del regne de Kakhètia tot i els esforços del kan de Gandja; el 1783, després del tractat entre Rússia i Kartli-Kakhètia, Erekle o Irakli II va donar una llista al tsar de Rússia sobre els dominis existents a Geòrgia i àrees adjacents amb el seu escut i citava com a propis Erevan, Gandja, Atabashi, Kazak (Gazak, avui Qazax), Borchali, Shamshadil, Xirvan i Shakon. L'escut de Shamshadil eren unes armes. La capital era Semkir. El nom corresponia a la tribu turcman que l'habitava, els Shamshadinli, una branca dels zulkadar. Els seus dominis rodejaven Zayam. Tenia al nord terres de Gandja que la separaven de la comunitat de Jar-Balakan, a l'oest el sultanat de Gazak, a l'est el Kanat de Gandja i al sud el Kanat d'Erevan.
El 1747 a la mort de Nadir Xah algunes tribus turcmans es van fer independents i es van formar diversos kanats i sultanats entre els quals el de Gazak, Borchali, Shamshadil i la comunitat de Car-Balakan. Abans de l'annexió per Rússia Gazak i Shamshadil s'haurien unit per formar el kanat de Gazak. El sultanat de Shamshadil i el sultanat de Gazak (Kazak o avui dia Qazax) foren incorporats pels russos el 12 de setembre de 1801 per una declaració del tsar, i annexionats com a part de Geòrgia. La detenció dels seus sultans va provocar fortes protestes. El sultanat fou formalment abolit el 1819.
Les deportacions en massa d'armenis entre 1826 i 1830 van provocar l'armenització de Borchali i Gazak. La composició ètnica anterior era a favor dels àzeris i Borchali va formar un "districte tàtar" com altres territoris musulmans. Gazak i Shamshadil també van formar districtes dins la província de Geòrgia. Gazak i Shamshadil es van revoltar contra Rússia el 1844-1845, sense èxit i el 1846 foren incloses en la nova província de Tiflis però el 1867 es va canviar a la provincia d'Elizavetpol. El 1880 Borchali fou creat districte de la mateixa província.